# Repórter Esso
O Seu Repórter Esso (ou simplesmente Repórter Esso) foi um noticiário histórico do rádio e da televisão brasileira e seguia a versão americana do programa chamada de "Your Esso Reporter". Foi o primeiro noticiário de radiojornalismo do Brasil que não se limitava a ler as notícias recortadas dos jornais, pois as matérias eram enviadas por uma agência internacional de notícias sob o controle dos Estados Unidos. O repórter Esso era patrocinado por uma empresa estadunidense chamada Standard Oil Company of Brazil, conhecida como Esso do Brasil. Os locutores que fizeram maior sucesso no noticioso foram: em São Paulo, Benedito Ruy Rezende e Dalmácio Jordão, que narrou o noticiário  de 1950 até seu final, Kalil Filho, Gontijo Teodoro, Luís Jatobá e Heron Domingues. Os slogans mais famosos eram: O Primeiro a Dar as Últimas e Testemunha Ocular da História.
O programa trouxe para o radiojornalismo brasileiro a informação por ele divulgada não apenas como notícia, mas constituída também, em texto dirigido, propaganda político-ideológica, produzindo e construindo sentido e com alvo certo: o governo e determinados segmentos da sociedade brasileira. Não obstante, A Segunda Guerra acabou depois que o Repórter Esso noticiou, célebre frase de um jornal da época,  exprime a importância e credibilidade que o Repórter Esso conquistou. A primeira transmissão ocorreu na Rádio Nacional do Rio de Janeiro, em 28 de agosto de 1941, iniciando a cobertura do Brasil na Segunda Guerra Mundial. Antes da estreia oficial, o programa havia ido ao ar experimentalmente na Rádio Farroupilha de Porto Alegre.[carece de fontes?]
Na televisão, o noticiário, inicialmente com o nome de O Seu Repórter Esso, foi apresentado de 10 de abril de 1952 até 31 de dezembro de 1970 na TV Tupi.

## História

Getúlio Vargas faz discurso pelo rádio.

O programa inicialmente foi criado para fazer a propaganda da guerra americana direcionada ao povo brasileiro. Iniciou sua atividade em 1941 apoiado pelo presidente Getúlio Vargas e sob a orientação do Departamento de Imprensa e Propaganda, o DIP. Foi um dos primeiros sintomas da globalização das comunicações: o pacote cultural-ideológico dos Estados Unidos incluía em suas várias edições diárias, uma síntese noticiosa de cinco minutos rigidamente cronometrados, a primeira de caráter global, transmitido em 14 países do continente americano por 59 estações de rádio, constituindo-se na mais ampla rede radiofônica mundial.
A primeira transmissão do programa se deu no dia 28 de agosto de 1941. O Repórter Esso se especializou em divulgar principalmente notícias ligadas ao modo de vida americana da época, conhecida como American way of life. Os informes do United Press International traziam ainda aos ouvintes a evolução das guerras travadas pelos Estados Unidos em todas as partes do planeta.
Realizou ampla cobertura da Guerra da Coreia em 1950, enviando correspondentes para o campo de batalha assim como na Segunda Guerra. Além das guerras, o programa radiofônico dava bastante ênfase às notícias de autoridades, notáveis, estrelas e astros de cinema e feitos científicos norte-americanos. O Repórter Esso não informava  notícias da Europa, da Ásia e da África se não houvesse interesses norte-americanos envolvidos.
Noticiou com exclusividade o suicídio de Getúlio Vargas em 1954 pelo fato de a empresa patrocinadora ter amplo trânsito no Palácio do Catete. Em 1957, cobriu a explosão da Bomba de Hidrogênio. Em 1959 informou que Fidel Castro vencera a Revolução Cubana.

## O último Repórter Esso
O Repórter Esso terminou suas transmissões em 31 de dezembro de 1968. Na última edição, transmitida pela Rádio Nacional e pela Rádio Globo do Rio de Janeiro, a partir das 20h25 da noite, o radialista Guilherme de Sousa fez a identificação da emissora e dando a hora certa, antes de anunciar: "Alô, alô, Repórter Esso!". Ao som das tradicionais trombetas, o locutor Roberto Figueiredo entrou no ar, noticiando sobre as festividades do ano novo (1969); o pronunciamento do presidente Costa e Silva sobre o momento nacional e a instituição do AI-5, além do mesmo assinar decretos sobre o setor financeiro; a condenação de Israel por parte das Nações Unidas pelo atentado contra o Líbano; a Missa de Ano Novo realizada pelo Papa Paulo VI; a previsão do tempo nas principais cidades do país; e as principais notícias dadas pelo Repórter Esso em 27 anos de atividade. Durante a leitura desta última, Roberto Figueiredo começou a chorar e se emocionar, chegando a um ponto em que o locutor reserva Plácido Ribeiro, que estava no estúdio na hora do noticiário, seguiu a leitura. Roberto tentou se recompor e, aos prantos, encerrou o último Repórter Esso, desejando uma boa noite e um feliz ano novo.
Na televisão, o noticiário foi apresentado pela última vez em 31 de dezembro de 1970 na TV Tupi e na TV Record.
Em 2022, o SBT criou o "Repórter SBT", com formato deliberadamente inspirado no antigo "Repórter Esso" (pequenas inserções ao estilo radiofónico), sendo utilizada até a vinheta do antigo programa, que hoje pertence à Rede Record .